# Palazzo Sifola
Il palazzo Sifola è un palazzo d'interesse architettonico di Napoli ubicato nell'omonima via al civico 46, di fianco alla chiesa di Santa Teresella degli Spagnoli.

## Storia e descrizione
L'edificio risale alle prime edificazioni cinquecentesche di "case palazziate", costituite dall'accorpamento di diverse unità in un unico blocco edilizio. Nei due secoli successivi fu acquistato dai carmelitani per trasformarlo in una specie di struttura conventuale. Nel 1873 vi fu aperto l'oratorio e nei primi anni del XX secolo venne radicalmente modificato e trasformato in palazzo per abitazioni. Il cortile centrale venne coperto da un solaio, creando un vasto locale adibito attualmente ad autofficina. 
La facciata, in stile eclettico novecentesco, è caratterizzata da bugnato a "diamante" al primo piano e inserti con grandi medaglioni decorativi tra le aperture. L'interno, dopo aver attraversato il vestibolo, decorato da stucchi, si giunge al cavedio coperto che ospita una scala dall'andamento articolato tipicamente eclettico.
La struttura è stata recentemente restaurata (2009) ed ha riacquistato il suo fascino originario.

## Altre immagini

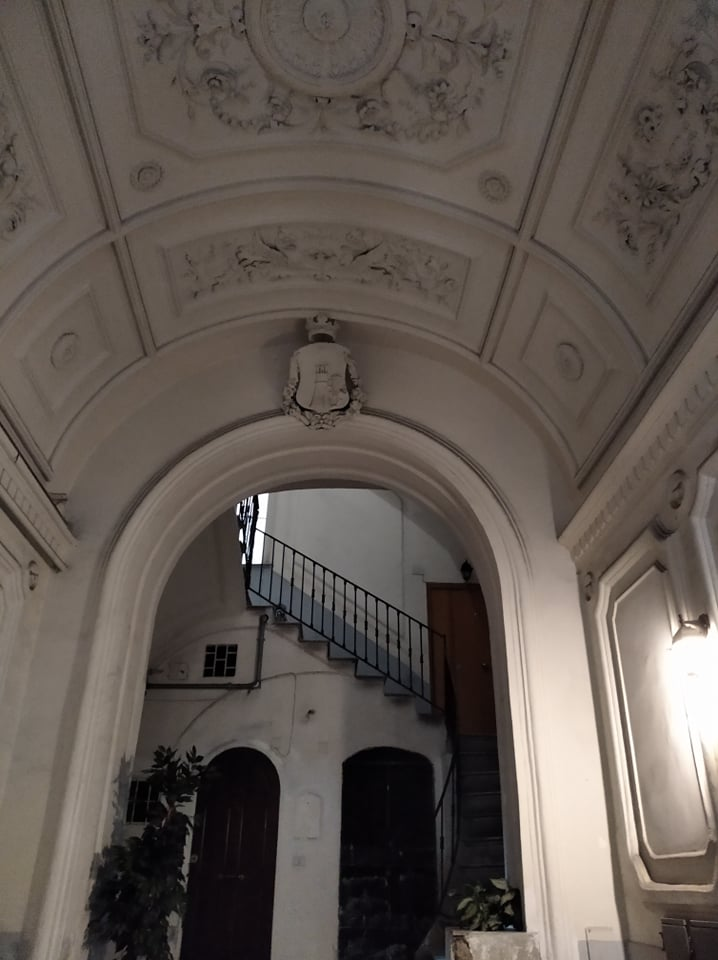
Vestibolo con stemma e volta stuccata